# Karen Ellemann
Karen Ellemann Kloch (født 26. august 1969) er en dansk politiker og nuværende generalsekretær i Nordisk Ministerråd, hvor hun tiltrådte den 1. januar 2023. Ved regeringsomdannelsen 28. november 2016 blev hun udnævnt til minister for ligestilling og minister for nordisk samarbejde. Hun er desuden medlem af Folketinget for Venstre i Brøndbykredsen (Københavns Omegns Storkreds). Hun var miljøminister og minister for nordisk samarbejde 23. februar 2010 - 3. oktober 2011 og social- og indenrigsminister 28. juni 2015 - 28. november 2016. Fra 2017-18 var hun minister for fiskeri, ligestilling og nordisk samarbejde.
Karen Ellemann var uafbrudt medlem af folketinget i perioden fra folketingsvalget 13. nov 2007 til november 2022. Ved folketingsvalget 1. nov 2022 blev hun genvalgt, men nedlagde sit mandat for at tiltræde en stilling som generalsekretær ved Nordisk Ministerråd.
Karen Ellemann Kloch er datter af tidligere udenrigsminister Uffe Ellemann-Jensen og sekretær Hanne Ellemann-Jensen. Hun er halvsøster til forhenværende politisk ordfører og formand for Venstre, Jakob Ellemann-Jensen, og barnebarn af Jens Peter Jensen.
Hun blev student fra Holte Gymnasium i 1989 og blev i 2004 uddannet folkeskolelærer fra N. Zahles Seminarium. Ellemann har to børn med sin tidligere ægtefælle, den armenskfødte Aren Boje Kharabian. I dag er hun gift med Kresten Kloch. Hun har to børn, født 1998 og 1999 og er bosiddende i Taarbæk.[kilde mangler]
Ellemann arbejdede som konsulent for radiokanalen The Voice 1990-93, daglig leder af Scandinavian Models 1993-95, administrationschef i Brinkmann Kommunikation 1995-96, daglig leder af biografen Dagmar Teatret 1996-99 og som folkeskolelærer på Rungsted Skole 2003-2007.[kilde mangler]

## Politiske karriere
Ellemann blev valgt til kommunalbestyrelsen i den daværende Søllerød Kommune ved kommunalvalget 2005. Hun var formand for opgaveudvalget under sammenlægningsudvalget (ved sammenlægningen af Søllerød og Birkerød Kommuner) til Rudersdal Kommune 2006, medlem af erhvervs- og beskæftigelsesudvalget i Rudersdal Kommune fra 2007. Hun var næstformand i børne- og skoleudvalget, indtil hun forlod kommunalbestyrelsen ved ministerudnævnelsen 7. april 2009.
Hun blev medlem af Folketinget ved folketingsvalget 13. nov 2007, opstillet i Brøndbykredsen, som for første gang gav valg til Venstre. Fra 2007 til 2009 var hun ordfører for familiepolitik og udlændinge og integration, medlem af socialudvalget, udenrigsudvalget og udvalget for udlændinge- og integrationspolitik samt stedfortræder i uddannelsesudvalget, sundhedsudvalget og boligudvalget.
Karen Ellemann blev udnævnt til indenrigs- og socialminister fra 7. april 2009 til 23. februar 2010 af statsminister Lars Løkke Rasmussen. Den 23. februar 2010 blev hun udnævnt til miljøminister samt minister for nordisk samarbejde.
Efter Folketingsvalget 2015 blev Karen Ellemann udnævnt som Social- og Indenrigsminister I Regeringen Lars Løkke Rasmussen II. 28. november 2016 blev hun udnævnt til minister for ligestilling og minister for nordisk samarbejde.
Sammen med partifællerne Gitte Lillelund Bech, Karsten Lauritzen, Malou Aamund, Ellen Trane Nørby og Sophie Løhde gik hun den 13. marts 2009 imod Venstres gruppe og stemte sammen med Liberal Alliance og venstre side af folketingssalen for loven om homoseksuelles ret til adoption.

## HCB-sagen 2010
Karen Ellemann er varm fortaler for import af HCB, hexachlorbenzen fra Australien med henblik på opbevaring og destruktion i Danmark. Karen Ellemann er overbevist om at det er en mulighed for at demonstrere dansk knowhow med kemiaffald og gifthåndtering. Karen Ellemann har godkendt importen af giftstoffet HCB, hexachlorbenzen, trods det at stoffet i dag er underlagt total forbud i det meste af verden. Karen Ellemanns beslutning blevet kritiseret med begrundelse i de alvorlige konsekvenser et uheld på den 12.000 sømil lange transport ville have og at opgaven i Danmark ville skulle løses i umiddelbar nærhed af bymæssig bebyggelse. Det er i øvrigt også den primære årsag til, at problemet efter 30 år ikke er blevet løst lokalt i Australien, hvorfra affaldet kommer. Karen Ellemann har citeret A.P. Møllers "Den der har evnen, har også pligten". Karen Ellemann kaldes af humoristiske avisredaktører "Kemiske Karen" i forbindelse med hendes kontroversielle beslutning om at importere giftigt kemikalieaffald. Grunden til det vittige tilnavn er måske også at hun først afviste importen som fuldstændig vanvittig, indtil det gik op for hende at importen også var godkendt af hendes forgænger og partifælle, Troels Lund Poulsen. Sagen mødte så stor offentlig modstand, at Karen Ellemann den 2. december 2010 valgte at udsætte den planlagte skibstransport af stoffet til Danmark.
Karen Ellemann traf under sin ministertid endnu en kontroversiel beslutning, da hun udlagde Østerild Klitplantage der ligger op til en del af naturreservatet Vejlerne til prøvestation for kæmpe havvindmøller ved at fælde og rydde op mod 1200 hektar fredskov.

## Ekstern henvisning og kilde
- Ny Ellemann klar til Folketinget på b.dk
- Tredje generation på vej ind på Borgen på b.dk
- Ordførerposter i Venstre Arkiveret 28. november 2007 hos  Wayback Machine på jp.dk
- politiske profil for Karen Ellemann på dr.dk